# Natalia (piosenkarka)
Natalia Rodríguez Gallego (ur. 11 grudnia 1982 w Kadyksie) – hiszpańska piosenkarka.

## Dyskografia
Albumy studyjne
- No soy un ángel (2002)
- Besa mi piel (2003)
- Natalia (2004)
- Nada es lo que crees (2006)
- Radikal (2007)